# なんば出口

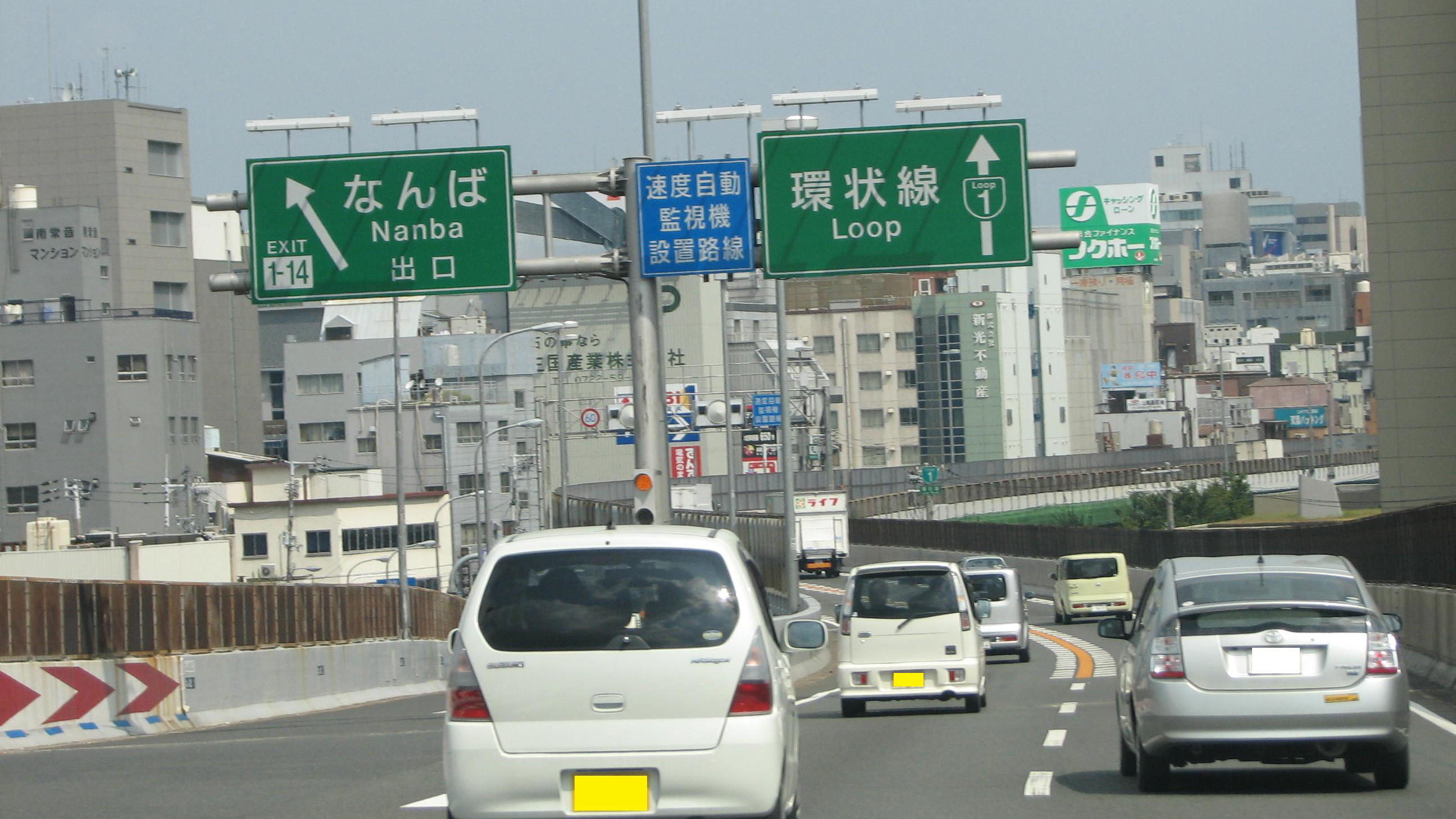
なんば出口

なんば出口（なんばでぐち）は、大阪府大阪市浪速区の阪神高速道路1号環状線の出口。出口のみのハーフICである。なんばへの最寄り出口の一つである。
高津入堀川（埋立。現・1号環状線）に架かっていた船出橋跡および鼬川（埋立）に架かっていた芦柳橋跡付近に設置されている。

## 道路
- 阪神高速1号環状線(1-14)

## 周辺
- なんばパークス
- ヤマダデンキ
- 大阪府立体育会館
- なんばマルイ
- 髙島屋大阪店
- なんば駅(南海・大阪市営地下鉄) 大阪難波駅
- 通天閣
- 日本橋でんでんタウン
- 木津卸売市場

## 隣
阪神高速1号環状線
(1-13)えびす町入口 - (1-14)なんば出口 - 湊町JCT - (1-01)湊町出入口